# Fever Tree
Fever Tree byla americká rocková hudební skupina. Vznikla v roce 1966 jako folkrockový soubor pod názvem The Bostwick Vines. Název Fever Tree přijala následujícího roku. Své první (eponymní) album kapele vydalo v roce 1968 vydavatelství Uni Records. Obsahuje i hitovou píseň „San Francisco Girls (Return of the Native)“. Později skupina vydala tři další alba a roku 1970 se rozpadla.